# Enicospilus longicornis
Enicospilus longicornis är en stekelart som beskrevs av William Harris Ashmead 1901. Enicospilus longicornis ingår i släktet Enicospilus och familjen brokparasitsteklar. Inga underarter finns listade i Catalogue of Life.